# Доленчане

Племя на карте

Доленча́не, доле́нцы (нем. Tollensanen, Tollenser) — западнославянское племя, входившее между X и XII веком в племенной союз лютичей. Они жили к востоку от Доленского озера (Толлензезе) и реки Доленица (Толлензе) в нынешней федеральной земле Мекленбург-Передняя Померания.
Впервые доленчане были упомянуты в X веке в хронике Видукинда Корвейского. По свидетельству Титмара Мерзебургского, «доленчане» (или далеминцы) — немецкое название славянского племени, которое по-славянски называлось «гломачи». Однако, по мнению новейших исследователей, название «далеминцы» имеет славянское происхождение. Встречаются они также и в Славянской хронике у Гельмольда фон Бозау, который повествует о том, что между доленчанами, ратарями, хижанами и черезпенянами в середине XI века то и дело вспыхивали конфликты. Вероятно, они касались главенства в лютичском союзе, на которое претендовали доленчане и ратари, владевшие святилищем Ретрой.
Между доленчанами и ратарями с одной стороны и черезпенянами и хижанами с другой прослеживаются как минимум три междоусобицы, в результате которых первые проиграли и обратились за помощью к князю бодричей Готшалку и саксонскому герцогу Бернхарду. В 1114 году саксы послали войско для подчинения хижан и черезпенян. За 15 тысяч марок был достигнут мир, однако многие из них были убиты или пленены. Гельмольд фон Бозау неодобрительно упоминает, что целью похода саксов были только деньги, а не обращение языческих славян в христианство.